# Jorge Jordana y Mompeón
Jorge Jordana y Mompeón (La Puebla de Híjar, Teruel, 22 de abril de 1858-Zaragoza, 16 de agosto de 1931) fue un empresario, ganadero, agricultor y político español, alcalde de Zaragoza (1930-1931).

## Biografía
Tras licenciarse en Derecho en la Universidad de Madrid, regresó a Zaragoza, donde ejerció como secretario de las Comunidades de regantes del Rabal, dedicándose al mismo tiempo a las labores agropecuarias, en las que desarrolló una gran labor de modernización, no solo en cuanto a la renovación de los cultivos, técnicas y maquinaria, sino también en la mejora ganadera, fundamentalmente en el ganado lanar.
Promotor del asociacionismo agrario. Cooperó con la Asociación de Labradores de Zaragoza, desde 1910, año de su fundación, y con la Federación Agraria Aragonesa. Entre 1910 y 1913 dirigió el movimiento agrario aragonés, a la vez que se relacionaba con el resto de federaciones regionales, llegando a constituir y presidir la Unión Agraria Española. 
Firme partidario de la política hidráulica realizada por Joaquín Costa, convocó y presidió en 1913, el I Congreso Nacional de Riegos, que tuvo gran resonancia en todo el país, y que se ha mantenido en el tiempo. Fue uno de los promotores del pantano de la Peña, el único pantano de titularidad privada, cuyas aguas riegan los términos de Rabal y Urdán, y cuyos regantes comparten la propiedad del embalse.
También presidió la Casa de Ganaderos de Zaragoza, patrocinando desde ella el cooperativismo; fundó la primera lechería cooperativa de Aragón, e impulsó varios concursos para la mejora del ganado; y formó parte de la Comisión permanente de la Asociación General de Ganaderos de España hasta su fallecimiento.
Salvo en excepcionales ocasiones, no participó activamente en la política. Fue concejal del Ayuntamiento de Zaragoza, al constituirse una corporación de notables tras la muerte de tres funcionarios municipales durante 1923, y alcalde de la capital aragonesa durante la transición (1930-1931), tras la dimisión de Miguel Primo de Rivera, dimitiendo al establecerse la Segunda República.
Está enterrado en el cementerio de Torrero (Zaragoza).

## Obra publicada
Desarrolló una cierta actividad en el campo de la erudición aragonesa. Escribió un Vocabulario de voces aragonesas (Lexicografía aragonesa), editado por la Diputación de Zaragoza en 1916.